# Campionato italiano indoor maschile di pallanuoto 1961
Il campionato italiano indoor 1961 è stata la 7ª edizione del campionato italiano indoor maschile di pallanuoto. Il torneo fu disputato da otto squadre, raggruppate inizialmente in due gironi. Le prime due classificate di ogni girone si affrontarono in un girone finale disputato a Roma il 27 e il 28 maggio 1961.

## Finali

### Classifica
|  |    | Finali 1961 | Pt | G | V | N | P | GF | GS | DR |
|  | -- | ----------- | -- | - | - | - | - | -- | -- | -- |
|  | 1. | Lazio       | 5  | 3 | 2 | 1 | 0 | 17 | 11 | +6 |
|  | 2. | Pro Recco   | 5  | 3 | 2 | 1 | 0 | 14 | 11 | +3 |
|  | 3. | Roma Nuoto  | 2  | 3 | 1 | 0 | 2 | 10 | 11 | -1 |
|  | 4. | Nervi       | 0  | 3 | 0 | 0 | 3 | 4  | 12 | -8 |

## Verdetti
- Lazio Campione indoor d'Italia 1961